# Kessleria wehrlii
Kessleria wehrlii es una especie de polilla del género Kessleria, familia Yponomeutidae.
Fue descrita científicamente por Huemer & Tarmann en 1992.